# Confédération espagnole des droites autonomes
La Confédération espagnole des droites autonomes (Confederación Española de Derechas Autónomas ou CEDA) était une coalition de partis politiques conservateurs espagnols pendant la Seconde République espagnole (1931-1939).

## Historique
La CEDA fut fondée le 28 février 1933 par José María Gil-Robles et Angel Herrera Oria, rassemblant plusieurs petits partis de droite ou conservateurs comme Acción Popular et Acción Católica. Cléricale et conservatrice, la CEDA rassemblait un large éventail du spectre politique de la droite, des chrétiens démocrates aux fascistes en passant par les monarchistes. Les membres de sa ligue de jeunesse, Juventudes de Acción Popular (JAP), étaient très impliqués dans les combats de rue contre les socialistes et les anarchistes.
Le parti était soutenu par les propriétaires terriens, certains milieux d'affaires, des officiers supérieurs et des évêques. L'hostilité envers la CEDA émanait principalement des ouvriers industriels des grandes villes et des travailleurs agricoles précaires des grands domaines du Sud du pays. Une partie de la classe moyenne lui est également hostile, en particulier en Catalogne, où elle craignait une offensive des conservateurs sur son gouvernement autonome et sa langue.
La CEDA connut son baptême électoral aux élections législatives du 19 novembre 1933 qu'elle remporta contre le gouvernement républicain de Manuel Azaña. Disposant de la majorité relative des sièges aux Cortès, José María Gil-Robles s'attendait à être appelé pour former le nouveau gouvernement. Mais le Président de la République, pourtant conservateur, Niceto Alcalá-Zamora refusa de faire appel au chef du parti majoritaire alors que la gauche appelait à l'insurrection si la CEDA formait le gouvernement. Pour dénouer la crise politique, Roblès accepta que Alejandro Lerroux, le chef du petit parti républicain radical, puisse former un gouvernement centriste. 
La plupart des réformes, notamment celles anti-cléricales de Manuel Azaña, furent suspendues. 
Le 4 octobre 1934, Alejandro Lerroux forme un nouveau gouvernement avec pour la première fois trois ministres de la CEDA. Une insurrection socialiste se déclenche. Le 6 octobre, la généralité de Catalogne gouvernée par la Gauche républicaine de Catalogne (ERC) de Lluís Companys se rebelle. L'appel à la grève a peu de succès sauf dans les Asturies ou la CNT se joint au mouvement. Le gouvernement de Lerroux envoie le général Franco  écraser la rébellion de mineurs dans les Asturies. Dans le reste du pays des politiques dont Francisco Largo Caballero, des syndicalistes et des militaires sont emprisonnés et condamnés pour leur participation à l'insurrection. 
Une campagne nationale et internationale contre les crimes présumés de la répression dans les Asturies et les ingérences du président de la république favorisent l'instabilité gouvernementale. La CEDA quitte le gouvernement en avril 1935 pour revenir avec cinq ministres en mai 1935.
En septembre 1935, touché par le scandale du Straperlo, Lerroux est évincé du gouvernement. En décembre 35, la CEDA et le PRR sont expulsés du gouvernement par Niceto Alcalá-Zamora. Au début de 1936, quand José María Gil-Robles met en demeure le président de la république d'être nommé chef du gouvernement, celui-ci décide de dissoudre les Cortès.
Aux élections du 16 février 1936, l'Alliance conservatrice dominée par la CEDA remporte 33,2 % des suffrages et 271 sièges. Elle est devancée de peu par le Frente Popular qui avec 34,3 % des voix remporte cependant 448 sièges aux Cortès. Le reste de suffrages se répartit entre partis centristes, régionalistes ou crypto-fascistes. 
Le chef du Frente popular, Manuel Azaña, est appelé à former le nouveau gouvernement qui amnistie immédiatement les révolutionnaires de 1934 alors que ceux de la Sanjurjada en 1932 ne le sont pas complètement.  
Le président Niceto Alcalá-Zamora est destitué le 7 avril 1936 par les députés, le parlement usant de sa prérogative de juger que la dissolution qui venait d'avoir lieu était injustifiée et qu'il s'agissait de la seconde effectuée par le président. Dans l'opposition on juge qu'il s'agit d'un coup de force de la part de la nouvelle majorité parlementaire.
Les violences électorales, l'application de réformes sociales directement par la rue, la répression contre la Phalange espagnole, l'impunité accordée par le gouvernement aux excès de la gauche et l'absence de réponse aux demandes d'application de la loi par la droite conduisent l'électorat du CEDA à se tourner vers la force.
Dès la fin du mois d'avril une conjuration militaire a pris forme. Manuel Azaña, qui a été élu président de la république le 10 mai 1936, croit pouvoir la maîtriser comme il l'avait fait pour le pronunciamento de José Sanjurjo en 1932.
Dans un contexte d'assassinats politiques, plus tourmentés par la conspiration militaire, des socialistes assassinent le chef monarchiste, José Calvo Sotelo le 13 juillet 1936 mais manquent José María Gil-Robles absent de son domicile.
Le 17 juillet 1936, le pustch des généraux Emilio Mola, Francisco Franco et José Sanjurjo marque le début de la guerre civile espagnole. 
La plupart des membres de la CEDA rejoignent les rebelles franquistes alors que leurs bastions électoraux du centre et du nord tombent rapidement sous le contrôle des insurgés nationalistes.
En avril 1937, en zone nationaliste, la CEDA est dissoute comme tous les autres partis politiques espagnols. Il ne demeure dès lors que le Mouvement national du général Franco. Le parti ne sera plus jamais reconstitué par la suite.